# 259. strelska divizija (ZSSR)
259. strelska divizija (izvirno rusko 259. стрелковая дивизия; kratica 259. SD) je bila strelska divizija Rdeče armade v času druge svetovne vojne.

## Zgodovina
Divizija je bila ustanovljena julija 1941 v Serpuhovu.